# Erioptera straminea
Erioptera straminea är en tvåvingeart som beskrevs av Osten Sacken 1869. Erioptera straminea ingår i släktet Erioptera och familjen småharkrankar. Inga underarter finns listade i Catalogue of Life.